# Suisse-Atlantique

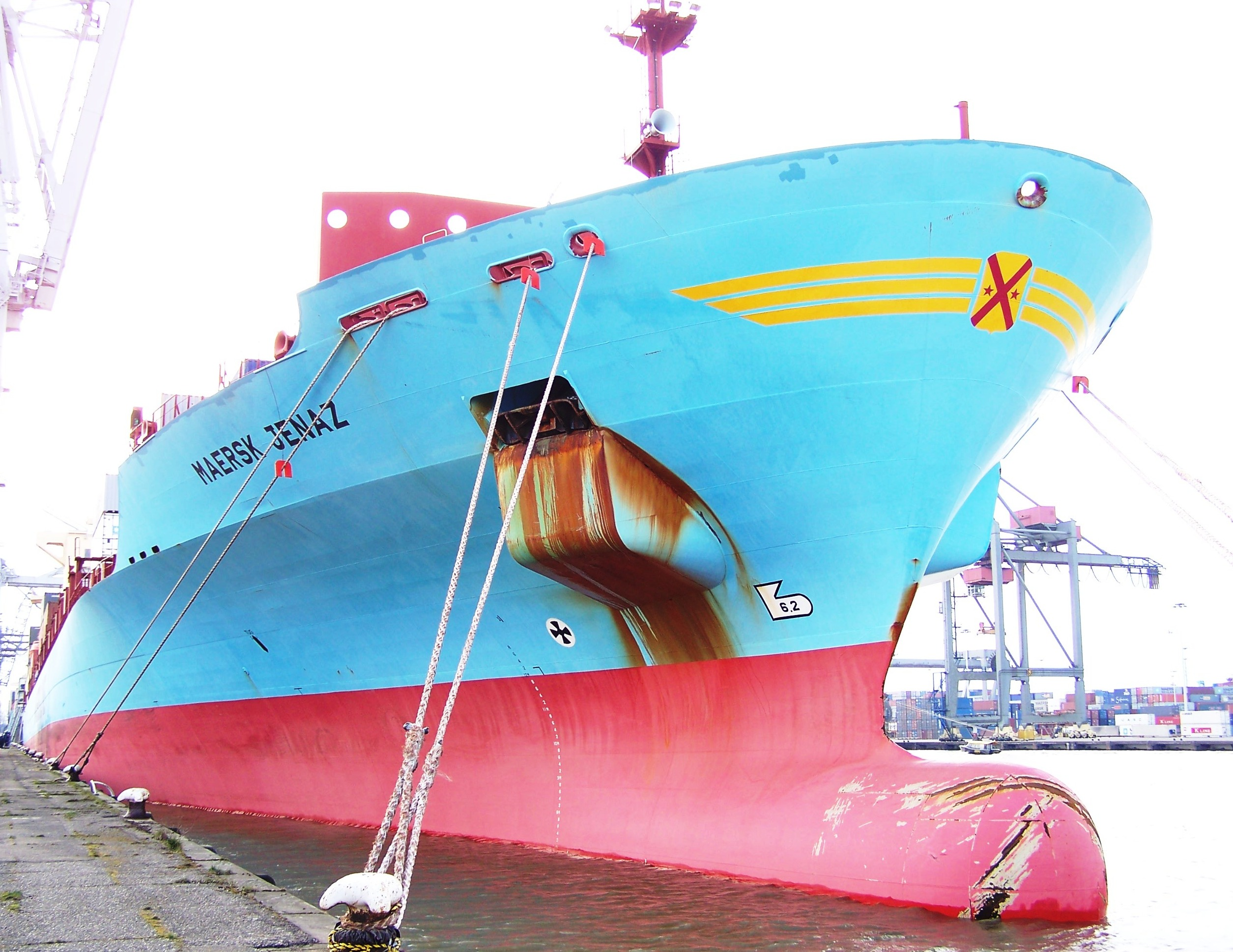
Le m/v Maersk Jenaz au port de Rotterdam

Suisse-Atlantique parfois surnommée Suisat,  dont la raison sociale officielle est Suisse-Atlantique Société de Navigation Maritime S.A. est un armateur (ou plutôt une société d'armement) vaudois. Avec ses 14 navires, Suisse-Atlantique gère la plus grande flotte de navires battant pavillon suisse.

## Histoire

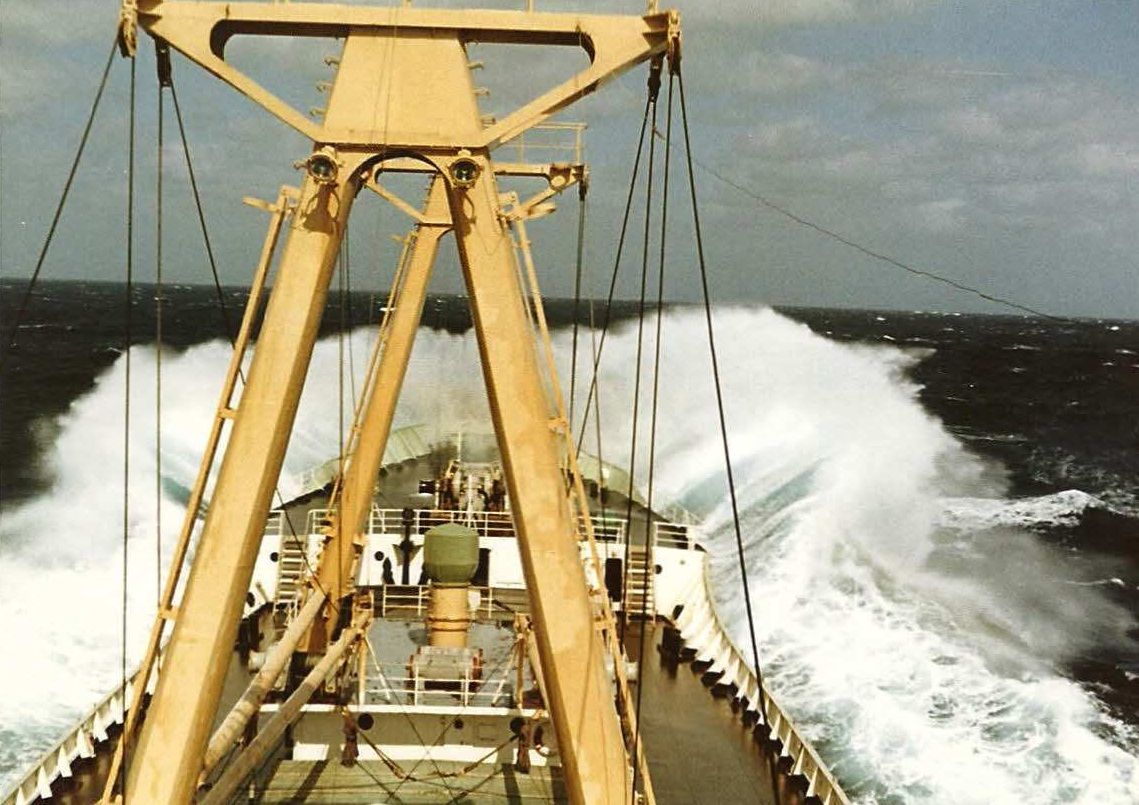
Le Corviglia (1958) dans la tempête en 1965.

- En février 1939, la société vaudoise de négoce André & Cie prend la gestion du navire polyvalent panaméen s/s St-Cergue. À cette époque, le droit maritime suisse n'existait pas encore ;
- Le 28 janvier 1941, le s/s St-Cergue est vendu à la Suisse-Atlantique, compagnie fraîchement créée par la famille André. Le 10 juillet, il est immatriculé en Suisse. Ce navire est alors utilisé pour le transport de céréales ;
- 1941-1962 : durant cette période, la Suisse-Atlantique va compter dans sa flotte 18 autres navires polyvalents ;
- 1962 : la compagnie devient armateur de son premier vraquier sec : le m/v Bregaglia[3] ;
- 2002 : déménagement du siège de Lausanne à Renens ;
- 2003 : pour la première fois, Suisse-Atlantique prend la gestion de porte-conteneurs : les m/v Slils et m/v Lausanne.

## Flotte
Suisse-Atlantique n'est pas propriétaire des navires qu'elle arme. Les navires sont propriété de Oceana Shipping AG, sise à Coire.
| Nom du navire  | Type                | Indicatif d'appel numéro OMI | Construction | Longueur hors-tout Tirant d'eau (été) | Port en lourd (en DWT) capacité (en EVP ou m3) | Jauge brute |
| -------------- | ------------------- | ---------------------------- | ------------ | ------------------------------------- | ---------------------------------------------- | ----------- |
| Sils           | porte-conteneurs    | HBDF IMO 925 3001            | 2003         | 222,1 m 12,02 m                       | 39 418 DWT 2 824 EVP                           | 27 779 GT   |
| Maersk Jaun    | porte-conteneurs    | HBDD IMO 929 4161            | 2005         | 222,1 m 12,00 m                       | 39 383 DWT 2 824 EVP                           | 28 592 GT   |
| Corviglia      | vraquier sec        | HBDE IMO 917 6747            | 1999         | 224,8 m 13,775 m                      | 73 035 DWT 86 364 m3                           | 39 161 GT   |
| Celerina       | Vraquier            | HBLQ IMO 917 6759            | 1999         | 224,8 m 13,775 m                      | 73 035 DWT 86 364 m3                           | 39 161 GT   |
| Nyon           | Vraquier            | HBFC (ex-C6QM6) IMO 917 7650 | 1999         | 224,8 m 13,775 m                      | 73 035 DWT 86 364 m3                           | 39 161 GT   |
| Général Guisan | Vraquier            | HBFS IMO 917 7648            | 1999         | 224,8 m 13,775 m                      | 73 035 DWT 86 364 m3                           | 39 161 GT   |
| Silvretta      | Vraquier avec grues | HBFT IMO 927 6779            | 2003         | 170,7 m 9,71 m                        | 29 721 DWT 40 031 m3                           | 17 951 GT   |
| Silvaplana     | Vraquier avec grues | HBFB IMO 927 6743            | 2003         | 170,7 m 9,71 m                        | 29 721 DWT 40 031 m3                           | 17 951 GT   |
| Lavaux         | Vraquier avec grues | HBDX IMO 954 2817            | 2010         | 181 m 7,3 m                           | 34 250 DWT                                     | 22 634 GT   |
| Romandie       | Vraquier avec grues | HBDV IMO 954 2829            | 2010         | 181 m 7,3 m                           | 34 250 DWT                                     | 22 634 GT   |
| Moleson        | Vraquier avec grues | HBDV IMO 954 2831            | 2010         | 181 m 9,82 m                          | 34 266 DWT                                     | 22 697 GT   |
| Vully          | Vraquier avec grues | HBDV IMO 958 3691            | 2011         | 181 m 9,82 m                          | 34 240 DWT                                     | 22 697 GT   |
| Charmey        | Vraquier avec grues | HBDN IMO 958 3706            | 2011         | 181 m 9,82 m                          | 34 276 DWT                                     | 22 697 GT   |
| Engiadina      | Vraquier avec grues | HBFD IMO 942 3592            | 2011         | 189,99 m 12,82 m                      | 57 991 DWT                                     | 32 309 GT   |
| Bernina        | Vraquier avec grues | HBLT IMO 942 3580            | 2011         | 189,99 m 12,82 m                      | 57 991 DWT                                     | 32 309 GT   |